# Daniel Héraud
 (novembre 2017).
Si vous disposez d'ouvrages ou d'articles de référence ou si vous connaissez des sites web de qualité traitant du thème abordé ici, merci de compléter l'article en donnant les références utiles à sa vérifiabilité et en les liant à la section « Notes et références ».
Pour les articles homonymes, voir Héraud.
Daniel Héraud est un journaliste automobile québécois, connu pour son Carnet de route (1984-2002) et son Guide des autos usagées
(1987-2004).
Il est décédé le 9 juillet 2021.